# Hitler = SS
Hitler = SS est une série de bande dessinée humoristique de Jean-Marie Gourio (scénario), Philippe Vuillemin (dessin) et Gondot (dessin), publiée dans le mensuel Hara-Kiri dans les années 1980 et éditée pour la première fois sous forme d'album en 1987 aux éditions Epco, dans un tirage limité à 1 000 exemplaires dédicacés et signés par les auteurs. Le recueil fait par la suite l'objet de plusieurs rééditions.
Le thème commun des ouvrages est une évocation de la Seconde Guerre mondiale (et plus particulièrement de la vie dans les camps de concentration et d'extermination nazis) traitée sur le ton de l'absurde, et utilisant volontiers l'humour noir.
À la sortie des bandes-dessinées, le traitement décalé de ce sujet suscite en France de vives polémiques (notamment des plaintes d'associations d'anciens déportés) et conduit à l'interdiction de cette bande dessinée, comme dans de nombreux pays européens, posant aux juridictions de ces pays la question des limites à la liberté d'expression.

## Contenu
Dans son édition d'origine, l'album est un grand format 30x40 agrafé dont la maquette est une réplique de celle du magazine de propagande nazie Signal. La double page centrale est d'ailleurs issue du magazine de l'époque, montrant des tankistes allemands sur le front russe ayant adopté un chiot. La quatrième de couverture montre quant à elle Vuillemin et Gourio vêtus d'un uniforme de la SS, posant devant un grand drapeau orné d'une croix gammée et faisant le salut nazi. Ils flanquent un homme déguisé en prisonnier de camp d'extermination, vêtu d'un pyjama rayé orné d'une étoile de David et faisant ostensiblement la manche. 
Le titre de l'album est une plaisanterie, reposant sur le fait qu'Hitler est de façon évidente a minima SS, l'expression « SS » pouvant être également une insulte ou un slogan destiné à vilipender quelqu'un en le comparant aux nazis. Ce type d'humour se retrouve tout au long de l'album, les nazis se faisant traiter à répétition de fascistes.
Sur l'édition française en album, un mini roman-photo ouvre la bande dessinée. Il met en scène Vuillemin et Gourio face à des officiers nazis, dont l'un est joué par le Professeur Choron, auxquels la bande dessinée ne plaît pas, considérant que « Cette belle armée allemande, vous l'avez traînée dans la boue ».
La première bande dessinée, Le train du bonheur, met quant à elle en scène un groupe de personnes que les nazis s'apprêtent à déporter dans un train, mais qui ne se rendent compte de rien (« Il n'arrivera jamais ce putain de train » « Si tu veux mon avis, ça commence mal toute cette histoire »). Seul un homosexuel portant un triangle rose prend conscience de la situation, mais les autres déportés préfèrent ne pas l'écouter, se moquer de son homosexualité, pour finir par le battre à mort. Vuillemin déclare en 1996 que l'idée de cette bande dessinée est venue à lui et à Gourio lorsque, à l'occasion d'une commémoration organisée par d'anciens déportés aux alentours de 1983 à Lyon, d'anciens déportés homosexuels s'en étaient vus exclus.

## Situation juridique dans différents pays européens

### France
L'ouvrage fait l'objet de plusieurs procédures judiciaires : trois jugements, dont deux que les auteurs perdent (le premier et le troisième), et un où ils l'emportent. Vuillemin est alors défendu par Thierry Lévy, avocat pénaliste (qui défend plus tard également Jean-Louis Costes au cours de son procès pour racisme et qui devient président de l'Observatoire international des prisons - section française de 2000 à 2005). Le 27 février 1989, Gourio et Vuillemin sont condamnés par un jugement civil pour cette bande dessinée à verser un franc symbolique. La bande dessinée est interdite dans sa version journal. La version intégrale (en album) est interdite de vente aux mineurs, et interdite en exposition.
En juin 1989, lors d'un débat entre Vuillemin, Gourio et le dessinateur Gotlib, publié dans le numéro 85 des Les Cahiers de la bande dessinée et traitant de cette bande dessinée, Gotlib apporte son soutien moral et professionnel aux deux auteurs au nom de la liberté de la presse. Il déclare cependant comprendre que le lecteur puisse être choqué par cette bande dessinée (la famille de Gotlib ayant été victime d'une rafle par la gendarmerie en 1942, dont seul lui et sa sœur ont réchappé), et émet des réserves sur la forme trop extrême selon lui de l'ouvrage.

### Espagne
En Espagne, plusieurs procès et recours en justice s'étalent du début des années 1990 jusqu'à décembre 1995, et opposent Damián Carullá (directeur de la maison d'édition espagnole Makoki qui publie la bande dessinée) aux associations B'nai B'rith de España et Amicale de Mauthausen. Les associations considèrent cette bande dessinée comme une atteinte à la dignité des anciens déportés mais également comme une atteinte envers une croyance religieuse (atteinte alors considérée comme un délit en Espagne), le judaïsme, tandis que Damián Carullá considère qu'il s'agit d'un ouvrage parodique dont le seul but est de ridiculiser les positions révisionnistes sur l'Holocauste.
La seconde chambre de la Cour constitutionnelle espagnole donne finalement tort à Damián Carullá, le 11 décembre 1995, en refusant sa demande de recours . La Cour base sa décision sur la jurisprudence (le cas Violeta Friedman-Léon Degrelle, en novembre 1991), considérant que la bande dessinée a pour « but global [...] [d']humilier ceux qui furent prisonniers des camps d'extermination, pas uniquement mais en grande partie les Juifs ». Elle base également sa décision sur la supposition que le public de ce type d'édition (les bandes dessinées) est un lectorat jeune, peu mature, et donc influençable. La Cour considère également l'ouvrage comme incitant à la haine et à la violence.

## Les différentes éditions
Après sa publication sous forme de série dans le magazine Hara-Kiri entre 1984 et 1987, puis son édition sous forme d'album aux éditions EPCO en 1987, en 1 000 exemplaires, la bande dessinée est rééditée plusieurs fois.

### France
- aux éditions Himalaya, en 1987  (ISBN 2-8035-0221-6)
- aux éditions Albin Michel dans la collection Les Beaux Albums du Pr Choron, en 1988
- Enfin, la dernière édition en français, parue en 1990 aux éditions Magic Strip (rachetées par les éditions Loempia en 1987) .

L'absence de réédition depuis 1990 a fait de la version française de cet ouvrage une bande dessinée de collection.

### Italie
- aux éditions Topolin